# Cleora fuliginosa
Cleora fuliginosa là một loài bướm đêm trong họ Geometridae.